# Симакова (деревня)
Симакова — деревня в Шадринском районе Курганской области. Входит в состав Краснонивинского сельсовета.

## История
До 1917 года в составе Макаровской волости Шадринского уезда Пермской губернии. По данным на 1926 год состояла из 123 хозяйств. В административном отношении являлась центром Симаковского сельсовета Батуринского района Шадринского округа Уральской области.

## Население
| 1989 | 2002 | 2010 |
| ---- | ---- | ---- |
| 28   | ↘22  | ↘7   |

По данным переписи 1926 года в деревне проживало 599 человек (276 мужчин и 323 женщины), в том числе: русские составляли 100 % населения.
Согласно результатам Всероссийской переписи населения 2002 года, в национальной структуре населения русские составляли 82 %.